# التون (تشيشير)
التون (بالإنجليزية: Elton, Cheshire)‏ هي قرية و أبرشية مدنية تقع في المملكة المتحدة في إنجلترا. يقدر عدد سكانها بـ 3,528 نسمة .